# 手嶋景繁
手嶋 景繁（てしま かげしげ）は、戦国時代から安土桃山時代にかけての武将。小早川氏の家臣で、小早川隆景の奉行人を務める。通称は東市助（いちのすけ）、市介、内蔵丞。

## 生涯

### 小早川隆景に仕える
安芸国竹原を本拠とする国人である竹原小早川氏の譜代家臣で奉行人の筆頭格である手嶋衆に生まれ、小早川隆景に仕える。景繁の詳しい出自については不明だが、天文23年（1554年）10月に桂景信や河本元盛と共に打渡坪付を発給した手嶋景治の後継者と考えられている。
天正9年（1581年）の時点では備後国三原には三原要害に在番する八幡原元直や八幡原元繁、国広三郎兵衛尉、岩城屋彦右衛門尉が居屋敷を有していたが、景繁、桂景種、粟屋盛忠・景雄父子、真田与三右衛門尉、岡景忠、横見政綱、井上春忠・景貞父子、飯田尊継、磯兼景道、裳懸景利などの奉行人層は隆景の本拠地であった新高山城に居屋敷を有していた。
天正10年（1582年）4月、織田氏の羽柴秀吉との戦いの際において、景繁は磯兼景道と共に三原城の留守居役に任じられていたが、備中福山城に出向いていた隆景は同年4月5日付けで景繁と磯兼景道に書状を送り、羽柴秀吉が既に播磨国姫路から備前国岡山に到着したことを報じて景繁を備中福山城に呼び寄せ、磯兼景道は三原に留まって毛利輝元に派遣されてきた妙寿寺周泉らと三原城の修築について相談するよう命じた。

### 奉行人への登用
天文23年（1554年）10月に手嶋景治が打渡坪付に連署して以降、手嶋衆の奉行人としての活動は途絶えていたが、天正11年（1583年）には景繁が番衆の手配に携わるなど奉行人としての活動が見られるようになり、同年に比定される8月29日付けの乃美宗勝の書状で「若輩ながら御使者・御取次、手市（手嶋東市助景繁）申し聞かせ候」とあるように、景繁が単なる使者ではなく取次の役割を担っていたことが分かる。
また、上記の乃美宗勝の書状で景繁のことを「若輩」と記しており、『小早川家文書』に収録されている小早川氏における正月の座配書立では天正4年（1576年）に上座から16番目に記されたことを初見としていることから、天正4年（1576年）以降に数年の実務経験を経て奉行人に登用されたと考えられているが、小早川隆景が竹原小早川氏の当主であった時期に奉行人として活動していた手嶋衆の中屋氏は永禄年間の座配にも記されているため、手嶋衆の奉行人がいなかった時期は世代交代に伴うものではなく、その能力が評価された結果として景繁が登用されたと考えられている。なお、天正4年（1576年）以後の小早川氏の正月の座配において、景繁は14番目前後に位置している。
天正11年（1583年）10月、備中高松城の戦いの講和条件に基づく毛利氏と織田氏との境界画定のため、蜂須賀正勝が安国寺恵瓊と林就長を同道して下向してくるため、隆景の命で景繁が派遣される。
天正14年（1586年）5月、冷泉元満からの書状を隆景に披露する。

### 筑前国での活動
天正15年（1587年）6月25日に九州平定における功によって小早川隆景に筑前国が与えられると、隆景は筑前国名島を常時の居所とし、井上春忠、鵜飼元辰、桂景信、粟屋盛忠ら近臣・奉行衆も名島に常住し、「御奉行衆」として博多の復興や名島城城下町の整備を指揮した。また、博多の統治は豪商の神屋宗湛や島井宗室のような秀吉や隆景にも直接繋がりがある御用商人的な町人を中心とする自治を基本とし、隆景の命を受けた景繁、横見道貞、宗近長勝、高尾盛吉、弘中景輔らによって担われていた。
天正17年（1589年）から天正19年（1591年）までの毎年正月には、名島城で隆景、井上春忠、乃美宗勝、鵜飼元辰、桂景種、景繁らが交替で主催者となり、博多の商人である神屋宗湛を迎えて連日茶会が開催されたことが「宗湛日記」に記されている。この茶会には多くの隆景家臣だけでなく、毛利氏家臣や博多町衆の小山田寿才も参加しており、隆景家臣と博多町衆の交流の場となった。
天正17年（1589年）12月、翌年2月に小田原征伐へ出陣する隆景の命を桂景種や粟屋景雄と共に受け、伊賀家久へ戦の準備をすることを要請し、隆景の領内に給地を与えられていた小田村左近丞らに軍役を課している。
小早川氏の筑前国支配において、指出検地の結果として発給された土貢辻注文や所領打渡状には基本的に井上春忠、鵜飼元辰、桂景種の3人1組で署判しているが、国貞景氏に筑前国の糟屋郡と穂波郡で200石の地を与える打渡状を発給した天正19年（1591年）12月20日頃からは新たに景繁も加わっている。なお、文禄3年（1594年）5月に筑前国志賀島の志賀海神社に対して50石の地を寄進した際の事例から、打渡状の作成等の実務に関しては宗近長勝と高尾盛吉らが行い、「御奉行衆」と呼ばれた先の4人の署判を加えることで正式な打渡状となっていたと推測されている。
天正20年（1592年）4月に文禄の役が始まり、隆景も秀吉から出陣を命じられると、隆景は乃美宗勝や奉行人の井上春忠、鵜飼元辰、桂景種らを伴って朝鮮半島に渡海し、文禄2年（1593年）9月に帰国するまで各地を転戦したが、隆景らが不在の筑前国では景繁を中心に宗近長勝、高尾盛吉、横見道貞らによって構成された「名島御留守居衆」が通常業務である筑前支配に加えて、朝鮮出兵の兵站補給を支える案件も処理していた。ただし、景繁も渡海する予定はあったようで、同年の文禄元年（1592年）12月28日付けの豊臣秀吉の朱印状にて長束正家と石田正澄を通じて景繁の渡海は無用であると止められている。
天正20年（1592年）11月15日、隆景が援助していた京都の大徳寺の塔頭である黄梅院に対し、筑前国那珂郡住吉村の内の100石の地を寺領として寄進する打渡業務を宗近長勝と高尾盛吉と共に担当する。
文禄2年（1593年）と推定される5月10日付けで肥前国名護屋に在陣する小早川氏家臣の真田孫兵衛に宛てて隆景が書状を送り、豊臣政権の奉行衆の要求を無難に処理した真田孫兵衛を労うと共に、今後も油断なく命令を受け、名島で留守居を務める景繁と相談して事に当たり、秀吉の様子について逐一隆景に報告するように命じている。
また、同年7月29日付けで長束正家が隆景に宛てた書状によると、景繁らが朝鮮半島への出兵で使用する兵糧米を多く貯蔵したことを秀吉が賞賛していた旨を景繁に伝えたと記されている。
文禄4年（1595年）8月5日、隆景が神屋宗湛に書状を送り、隆景の養嗣子となった小早川秀俊（後の小早川秀秋）が翌月に名島城に下向するにあたって、備後国三原までの御迎船の派遣と秀俊御伴衆の宿所の用意、名島城の城下町整備について博多の年寄衆で相談して行うように命じ、景繁を中心に宗近長勝、高尾盛吉、弘中景輔らが博多で町衆を指揮して秀俊を迎える準備を行った。
その後の動向や没年は不明。
なお、福岡藩の学者である貝原益軒が元禄元年（1688年）から元禄16年（1703年）にかけて編纂し、宝永6年（1709年）に改訂した筑前国の地誌である「筑前国続風土記」によると、筑前国夜須郡下秋月村に所在して秋月氏の菩提寺でもあった大龍寺に景繁の墓も存在していることが記されているが、天明4年（1784年）に福岡藩士の加藤一純が編纂を開始し、寛政11年（1799年）に鷹取周成が完成させた「筑前国続風土記附録」では既に景繁の墓の所在が不明になっていることが記されている。